# Eleanor Marion Bennett
Eleanor Marion Scrymgeour de Bennett (1942) es una especialista en botánica australiana. El Index Kewensis (IK) lista 168 nombres de especies que se han publicado o copublicado por ella. Fue una de las botánicas en el Angiosperm Phylogeny Group, del 1998 sistema APG.
Después de su graduación trabajó como botánica en el Herbario de Australia Occidental (1965-1970). Recogió especímenes de eucaliptos en Perth (Shark Bay Area) y ha publicado el género Hybanthus en la revista Nuytsia.
- La abreviatura «E.M.Benn.» se emplea para indicar a Eleanor Marion Bennett como autoridad en la descripción y clasificación científica de los vegetales.[5]